# Juchitepec
Juchitepec är en kommun i Mexiko.   Den ligger i delstaten Mexiko, i den sydöstra delen av landet, 40 km sydost om huvudstaden Mexico City.
Följande samhällen finns i Juchitepec:
- Juchitepec de Mariano Riva Palacio
- Camino a la Mina
- Colonia Techachal
- La Loma
- Barrio Santa Rosa de Lima
- La Garita